# Algar dos Funis
O Algar dos Funis é uma gruta portuguesa localizada na freguesia do Raminho, concelho de Angra do Heroísmo, ilha Terceira, arquipélago dos Açores.
Esta cavidade apresenta uma geomorfologia de origem vulcânica em forma de algar localizado em encosta. Apresenta uma profundidade de 300 m.
Devido à sua morfologia e ambiente circundante encontra-se classificado como fazendo parte da Rede Natura 2000.